# Forêt nationale de Tahoe
La forêt nationale de Tahoe, en anglais Tahoe National Forest, est une forêt nationale américaine située au nord-ouest du lac Tahoe, en Californie.
Elle occupe 3 526 kilomètres carrés (1 361 miles carrés) et est administrée par le Service des forêts des États-Unis.